# Ischyrochampsa
Ischyrochampsa is een monospecifiek geslacht van uitgestorven eusuchische crocodyliformen uit het Laat-Krijt dat behoort tot de  Allodaposuchidae. 
De typesoort Ischyrochampsa meridionalis werd door Denis Vasse benoemd en beschreven in 1995. De geslachtsnaam is afgeleid van het Grieks ἰσχυρός, ischyros, 'krachtig', en champsa, volgens Herodotos Egyptisch voor 'krokodil'. De soortaanduiding verwijst naar de herkomst uit het zuiden van Frankrijk. Het fossiel materiaal, een praemaxilla, losse tanden en de onderkaken, dateert uit het Laat-Campanien en werd gevonden in de gemeente Saint-Estève-Janson in Bouches-du-Rhône, Frankrijk, in de Sables du Rognacien. Materiaal is ook toegewezen uit Spanje. 
Ischyrochampsa had een geschatte lengte van meer dan vier meter.
Ischyrochampsa werd voor het eerst geclassificeerd als een trematochampside, maar werd door latere studies uit de groep verwijderd. In hun beschrijving van de overblijfselen van Allodaposuchus uit Zuid-Frankrijk, behandelden Martin en collega's het geslacht als een mogelijk jonger synoniem van Allodaposuchus.